# BIK Karlskoga
BIK Karlskoga, powszechnie jako Bofors IK – szwedzki klub hokeja na lodzie z siedzibą w Karlskodze.

## Historia
Dotychczasowe nazwy
- IFK Bofors (1943−1963)
- IF Karlskoga/Bofors (1963−1978)
- Bofors IK (1978–2012)
- BIK Karlskoga (2012-)

Pierwotnie klub założono jako IFK Bofors. W 1963 doszło do fuzji klubu z IF Karlskoga i formalnego utworzenia klubu KB 63, którego zespół występował jako IF Karlskoga/Bofors.

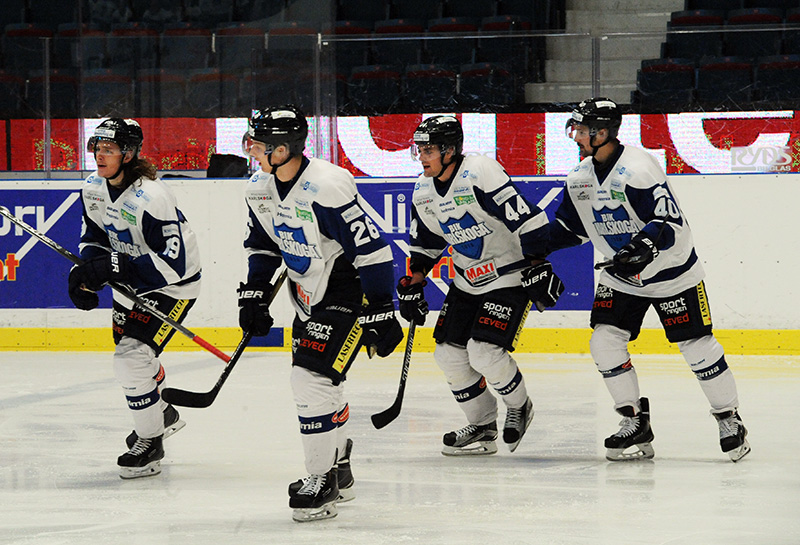
Zawodnicy zespołu (2015)

## Sukcesy
- Awans do pierwszej ligi: 1962